# Viabilisation

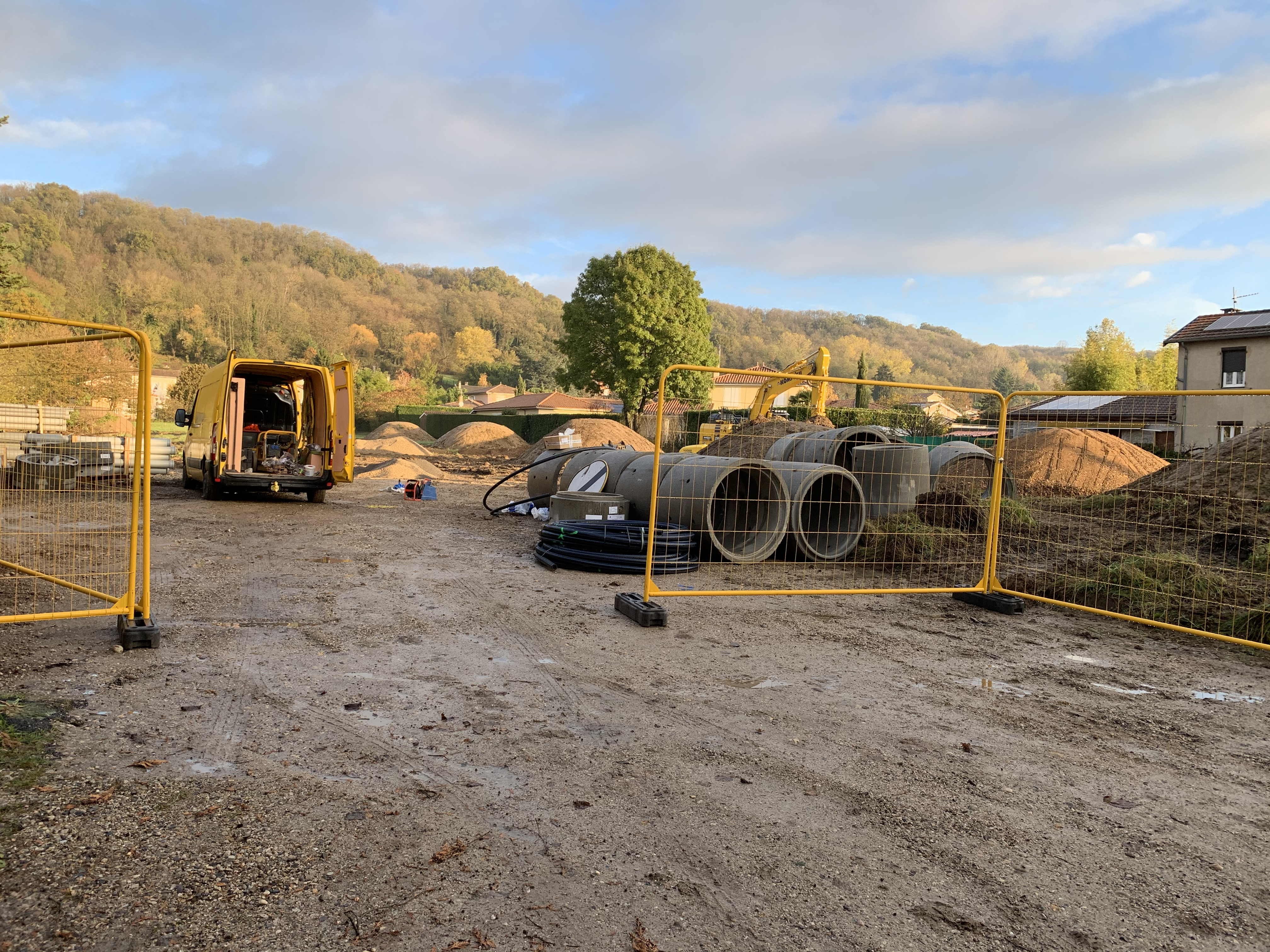
Viabilisation de terrains dans le cadre de la création d'un lotissement à Saint-Maurice-de-Beynost.

La viabilisation désigne l'ensemble des travaux à réaliser sur un terrain à bâtir pour permettre la construction d'un bâtiment. Elle consiste essentiellement au raccordement du terrain aux réseaux d’électricité, de gaz, d’eau, de téléphonie et d’assainissement et bien sûr la voirie. La viabilisation sur un chantier est assurée par le lot Voirie et réseaux divers (VRD).

## En France

### Acteurs concernés
Les travaux concernant les VRD sont réalisés à la charge du maître d'ouvrage préalablement à l'ouverture du chantier et au plus tard pendant la période de préparation de chantier. D'autres acteurs sont notamment concernés comme l'aménageur, la maîtrise d'oeuvre (Architecte et bureau d'études), l'État, les services municipaux, le géomètre et les entreprises de travaux.

### Travaux de raccordement

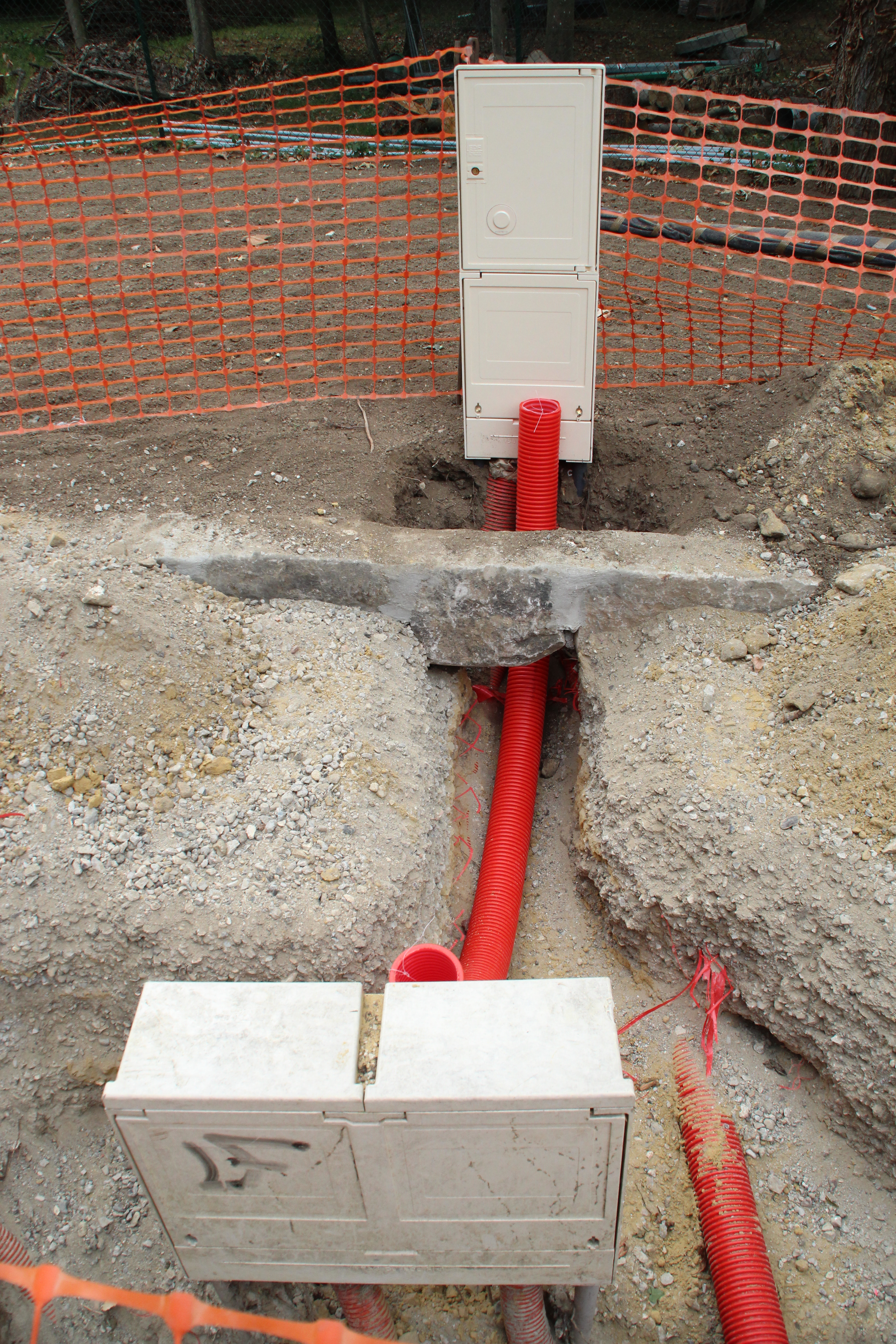
Travaux de raccordement électrique.

Lors de la conception du projet immobilier, une phase de vérification des exigences des différents organismes publics est nécessaire afin de s'assurer de l'absence ou de la présence de prescriptions spécifiques sur le terrain, par exemple en rapport avec les risques naturels (inondations...), la sécurité incendie ou encore les questions environnementales (et notamment de dépollution des sols).
Le projet VRD doit notamment prévoir le raccordement en gravitaire, les différents terrassements nécessaires, l'évacuation des eaux (par exemple bassin de rétention, drainage mais également tout ce qui concerne l'assainissement), le raccordement à la voirie publique, et la distribution des fluides (eau, électricité, télécommunication, etc.).

### Risques chantier

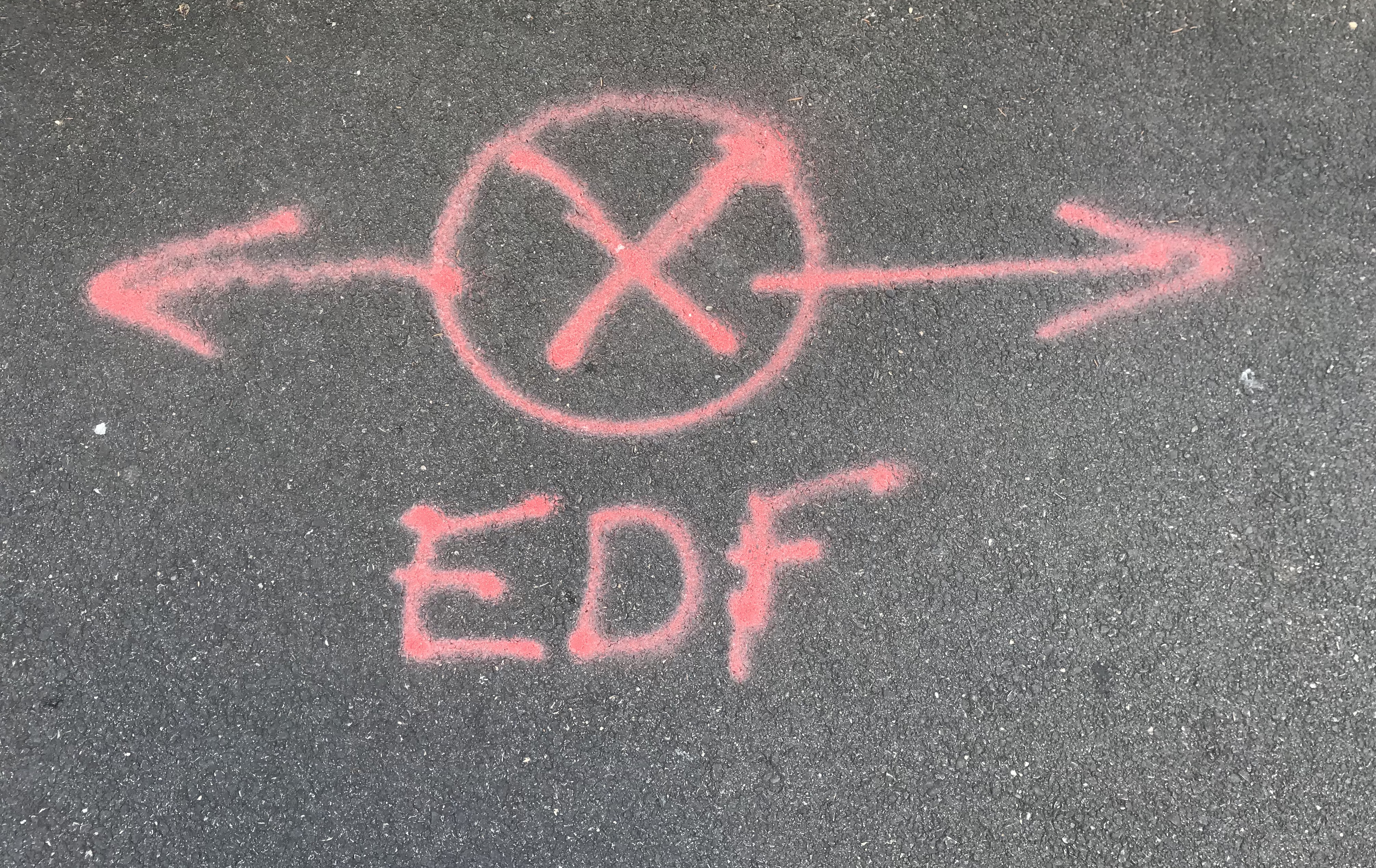
Marquage d'un réseau électrique sur une voirie.

En 2008 en France, les réseaux de distribution de gaz ont été endommagés en moyenne dix-sept fois par jour. L'endommagement d'un réseau gaz fait peser un risque grave pour les travailleurs, les riverains et les biens. Cela a également des conséquences pour l’environnement ou pour l’économie, en cas d'endommagement d'un réseau gaz alimentant des usines ou une population nombreuses. À cela s'ajoute les risques des autres réseaux comme les réseaux électriques (choc électrique par exemple).
Afin de prévenir ces risques, un guichet unique informatisé permet de localiser les réseaux existants et de sécuriser son chantier. Ce guichet unique, faisant partie de l'INERIS, recense tous les réseaux aériens, souterrains et subaquatiques. Le maître d'ouvrage doit obligatoirement utiliser ce téléservice pour localiser les réseaux sur son terrain public comme privé.